# John Hunter
John Hunter (Long Calderwood, 13 febbraio 1728 – Londra, 16 ottobre 1793) è stato un medico britannico, noto per essere stato fautore della necessità di fondare la chirurgia sulla ricerca e sulla sperimentazione. Eseguì numerosi importanti studi nei campi della biologia, dell'anatomia, della fisiologia e della patologia.

## Biografia
Hunter non fece studi universitari, come peraltro era la norma per i chirurghi nel XVIII secolo, né cercò mai di diventare dottore in medicina. Si trasferì a Londra nel 1748 per affiancare il fratello William, anatomista e ostetrico di fama, nella scuola di anatomia al Covent Garden. Nelle estati del 1749 e del 1750 apprese l'arte della chirurgia da William Cheselden al Chelsea Hospital. Quando Cheselden morì, nel 1751, John Hunter divenne allievo presso il St Bartholomew's Hospital. Nel tempo libero effettuava dissezioni ed insegnava nella scuola del fratello William. Nel 1753 fu nominato master of anatomy (maestro di anatomia) al Surgeon's Hall.
Nel 1754 decise di specializzarsi in chirurgia presso il St. George's Hospital e nel 1755, probabilmente su consiglio del fratello, si iscrisse all'Università di Oxford, ma abbandonò gli studi prima che si concludesse il primo anno. Nel 1756 fu nominato chirurgo interno al St.George's Hospital, dove si occupò della cura di gran parte dei casi di frattura e di alcune operazioni chirurgiche minori. Tra il 1756 e il 1759 si dedicò all'insegnamento e allo studio dell'anatomia comparata ed umana. Il 30 ottobre 1760 si arruolò nell'esercito inglese come chirurgo militare e svolse il servizio fino al 1763. In questi tre anni esercitò la professione in Francia e in Portogallo, dove sviluppò alcune idee sul trattamento delle ferite da arma da fuoco e delle malattie veneree. Affascinato dalla biologia marina, cominciò a classificare gli animali in una serie filogenetica, anticipando così gli studi di Charles Darwin.
Nell'esercito, Hunter conobbe Robert Home, padre della poetessa Anne, che divenne sua moglie nel 1771. Nel 1765 Hunter acquistò un appezzamento di terreno presso Earl's Court e vi costruì la propria casa ed il serraglio in cui eseguì poi gran parte dei suoi esperimenti. Convinto che per conoscere il genere umano sia necessario conoscere prima quello animale, iniziò a raccogliere esemplari di varie specie animali arrivando a collezionarne circa 1400. Attraverso gli esperimenti su tali esemplari, Hunter condusse i suoi maggiori studi di fisiologia ed anatomia. Nel 1767 fu nominato membro della Royal Society e nel 1776 fu nominato medico straordinario di re Giorgio III.
Nel 1783 Hunter si trasferì al numero 28 di Leicester Square, in una grande abitazione dove allestì anche un museo per raccogliere la sua collezione sempre più vasta. Nel tempo la casa divenne ritrovo per molti artisti, naturalisti e cultori della filosofia. Grazie alla moglie, il lavoro di Hunter divenne noto anche nei circoli letterari londinesi.
Nel 1785 cominciò ad accusare i primi episodici dolori al petto caratteristici dell'angina pectoris, che lo portarono a morte il 16 ottobre 1793, dopo un attacco d'ira che lo colse nel mezzo di una discussione nella sala del consiglio del St.George's Hospital. Al momento della sua morte, John Hunter era considerato uno dei più prestigiosi rappresentanti della professione medica e pioniere di una chirurgia che assumeva dignità scientifica. In precedenza, infatti, la chirurgia era considerata un sottoinsieme meno qualificato della medicina, un'arte la cui pratica era affidata generalmente a personale non medico, per esempio ai barbieri.
John Hunter stato sepolto nella chiesa di Saint Martin-in-the-Fields a Londra fino al 1859, quando le sue spoglie furono esumate e trasferite all'abbazia di Westminster.

## Il museo hunteriano

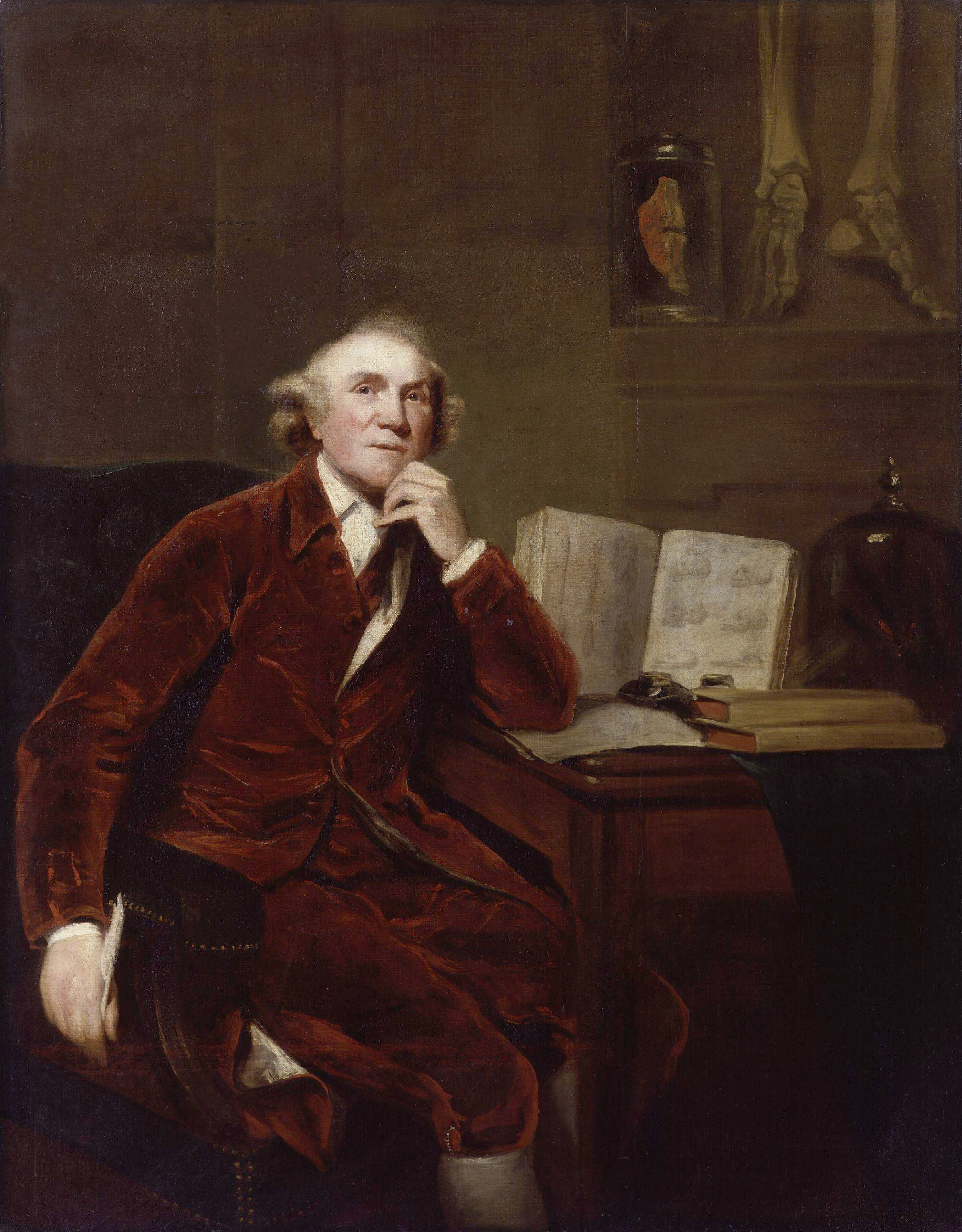
Ritratto di John Hunter eseguito da Joshua Reynolds

L'importanza del suo museo fu tale che il governo inglese volle acquisirlo e donarlo al Collegio Reale dei Chirurghi d'Inghilterra (Royal College of Surgeons of England). Attualmente lo Hunterian Museum è ospitato presso la sede del Collegio dei Chirurghi in Lincoln's Inn Fields. La vasta collezione, che espone comunque solo una parte di tutti i pezzi raccolti da Hunter, è disposta su due piani: al piano inferiore sono la Crystal Gallery, contenente oltre 3000 reperti anatomici conservati sotto vetro, e la Silver and Steel Gallery, collezione di strumenti chirurgici e dentistici; al piano superiore la Science of Surgery Gallery, che illustra l'evoluzione della chirurgia nel corso dei tempi.

## Contributi alla medicina

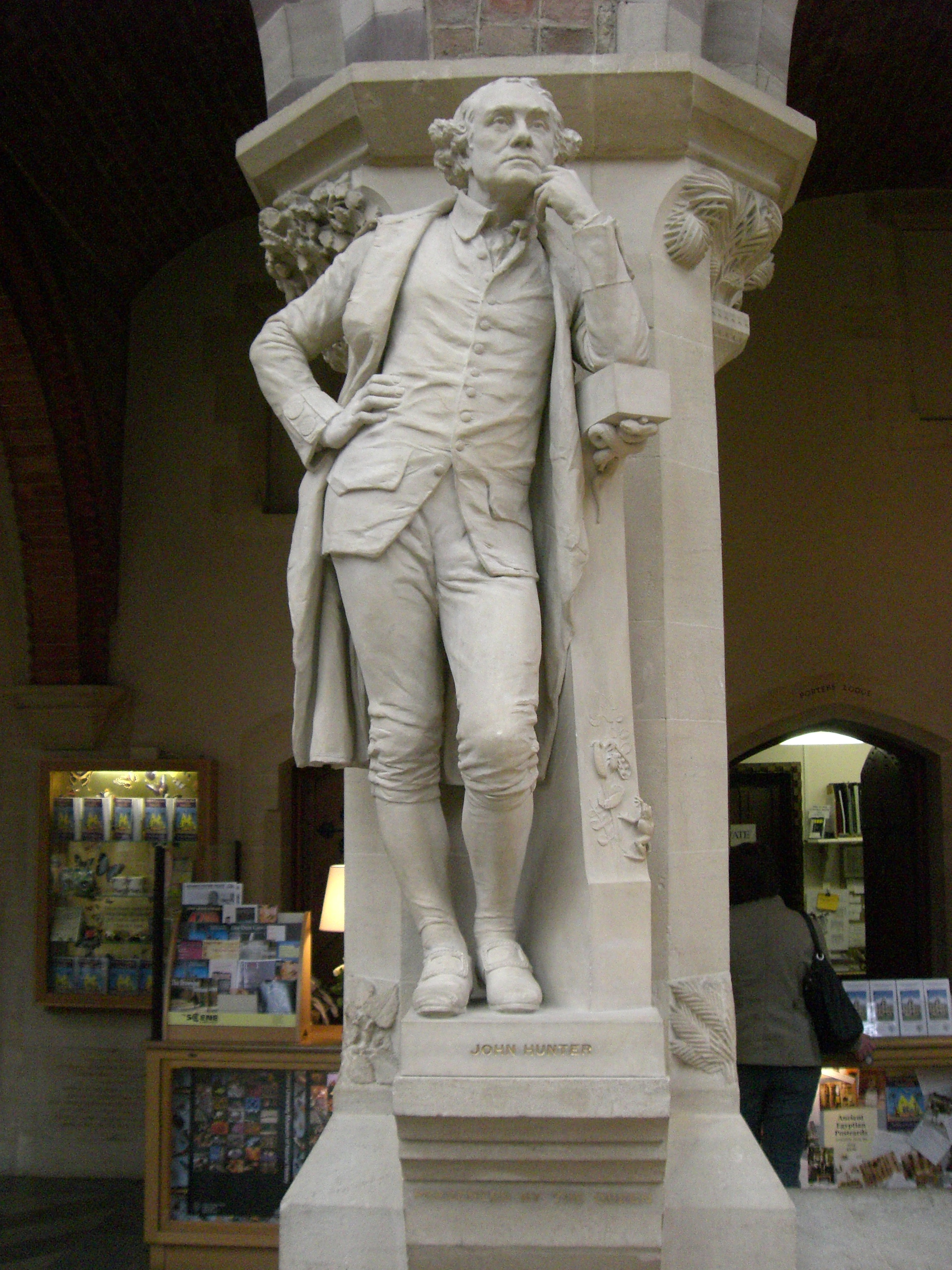
Oxford University Museum of Natural History, Statua di John Hunter

Nel tentativo di dimostrare che la gonorrea e la sifilide erano manifestazioni diverse di un'unica malattia, sembra che Hunter si sia inoculato volontariamente del materiale proveniente da una lesione luetica contraendo la sifilide. Si ritiene inoltre che, per provare la medesima teoria, abbia infettato con la sifilide il cognato Everard Home, allora un bambino di 11 anni, il quale più tardi, diventato anch'egli chirurgo di successo, per nascondere l'evento diede fuoco agli scritti inediti di Hunter
.
Gli studi sulla sifilide costituiscono un preludio a quelli sull'infiammazione. Hunter produsse una raccolta di opere in cui vengono illustrati i principali meccanismi dell'infiammazione. Nella definizione di infiammazione Hunter riprende il già collaudato quartetto riconosciuto da Celso: rubor (rossore), calor (calore), dolor (dolore) e tumor (gonfiore). Hunter capisce che l'infiammazione costituisce la risposta naturale dell'organismo all'attacco di un agente biologico, chimico o ad un trauma. Capisce anche che tale risposta talvolta porta alla guarigione e altre volte provoca un peggioramento. Gli studi sull'infiammazione sono stati pubblicati postumi con il titolo A treatise on the blood, infiammation, and gunshot wounds. Hunter fu il primo a dimostrare il principio della circolazione collaterale, grazie ad un esperimento praticato sui palchi dei cervi del Richmond Park di Londra.
Nel 1776 divenne anche il primo uomo ad avere effettuato l'inseminazione artificiale.
Gli studi effettuati da Hunter sulla struttura e lo sviluppo della mascella sono ancora oggi alla base della sua classificazione anatomica.
Hunter si occupa anche delle infiammazioni gengivali ed ossee, della nevralgia del trigemino, dello scialolito e della piorrea.

## Riconoscimenti
- Medaglia Copley (1787)

## Opere
- The Natural History of the Human Teeth (1771)
- A Treatise on the Venereal Disease (1786)
- Observations on Certain Parts of the Animal Oeconomy (1786)
- A Treatise on the blood, infiammation, and gunshot wounds (1794)